# Juan Saavedra Ruiz
Juan Saavedra Ruiz (Madrid; 1944) és jutge magistrat espanyol.

## Biografia
Llicenciat en Dret per la Universitat Complutense de Madrid, va ingressar en la carrera judicial el 1973. Nomenat magistrat en 1981, va ser President durant 14 anys de l'Audiència Provincial d'Àlaba. El 1999 va ser designat magistrat del Tribunal Suprem. Al desembre de 2004 va presentar sol·licitud per presidir la Sala penal del Tribunal Suprem (sala encarregada de jutjar als diputats, senadors i membres del Govern, en la seva qualitat d'aforats), al costat dels també magistrats Joaquín Delgado García i José Antonio Martín Pallín, en substitució de Luis Román Puerta, que es jubilava. Al juliol de 2005 va ser nomenat pel CGPJ president de la Sala Segona del Tribunal Suprem. L'abril de 2010 va prendre part en el procés obert contra el jutge Baltasar Garzón. Pertany a l'associació "Francisco de Vitoria", de tendència moderada.

## Obres
- Jurisprudencia penal (2005-2007):análisis crítico[Enllaç no actiu], Consejo General del Poder Judicial, Madrid, 2009.
- Artículos en Dialnet